# Gustav Schäfer (Politiker, 1892)
Gustav Schäfer (* 19. Mai 1892 in Gerterode, Kreis Worbis; † 7. März 1965 in Verden) war ein deutscher Politiker (SPD) und Mitglied des Niedersächsischen Landtages.

## Leben
Nach dem Ende der Schule absolvierte Gustav Schäfer eine Ausbildung. Danach war er beruflich in fast allen Regionen Deutschlands beschäftigt und trat im Jahr 1910 in die Gewerkschaft ein. Im Ersten Weltkrieg war er in den Jahren 1914 bis 1918 Kriegsteilnehmer. Er wurde 1918 SPD-Mitglied und begann im selben Jahr damit, sich kommunalpolitisch zu engagieren. Seit 1929 war er in Gerterode Bürgermeister. In der Zeit des Nationalsozialismus wurde er 1933 aus politischen Gründen des Amtes enthoben und im Gefängnis Worbis inhaftiert. Nach seiner Freilassung wechselte er in einen kaufmännischen Beruf. Nachdem er vier Jahre im Versicherungsgewerbe gearbeitet hatte, wurde er Oberinspektor und im Jahr 1943 Bezirksleiter in Verden, sowie nach dem Ende des Zweiten Weltkrieges im Jahr 1948 auch Stadtratsmitglied und Bürgermeister von 1948 bis 1951 und 1952 bis 1956.
Schäfer wurde das Verdienstkreuz Erster Klasse des Verdienstordens der Bundesrepublik Deutschland überreicht.  Vom 6. Mai 1951 bis 7. März 1965 war er Mitglied des Niedersächsischen Landtages (2. bis 5. Wahlperiode), in der Zeit vom 23. März 1960 bis 5. Mai 1963 hatte er den Vorsitz im Ausschuss für Gesundheitswesen inne.